# بوبکر بانگورا
بوبکر بانگورا (انگلیسی: Boubacar Bangoura؛ زادهٔ ۵ سپتامبر ۱۹۹۰) بازیکن فوتبال اهل مالی است.
وی همچنین در تیم ملی فوتبال مالی بازی کرده است.